# Apollo 100

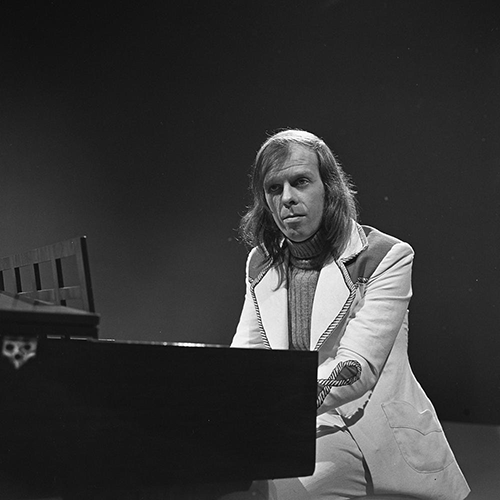
Tom Parker (1972)

Apollo 100 war eine britische Instrumental-Band, die 1972 zwei LPs veröffentlichte. 

## Geschichte
Die Gruppe wurde von dem Arrangeur Tom Parker gegründet. Weitere Mitglieder waren der ehemalige Tornados-Schlagzeuger Clem Cattini, die Gitarristen Vic Flick und Zed Jenkins, der Perkussionist Jim Lawless und der Bassist Brian Odgers. Der Titel Joy schaffte es 1972 auf Platz 6 der US-Charts. Da es nicht gelang, diesen Erfolg zu wiederholen, löste sich die Band bereits 1973 wieder auf. 
Joy verwendet eine durchgängige Triolenbegleitung, die mehrfach die Begleitfigur des Schlusschors aus Johann Sebastian Bachs Kantate Herz und Mund und Tat und Leben übernimmt; an einer Stelle wird auch die erste Choralzeile zitiert (vom Drei- zum Viervierteltakt verbogen). Dieser Chorsatz Wohl mir, dass ich Jesum habe ist im englischsprachigen Raum sehr bekannt und wird auf den Text Jesus, Joy of Man's Desiring gesungen.

## Diskografie

### Studioalben
| Jahr | Titel | Höchstplatzierung, Gesamtwochen, AuszeichnungChartsChartplatzierungen (Jahr, Titel, Platzierungen, Wochen, Auszeichnungen, Anmerkungen) | Anmerkungen                |
| Jahr | Titel | US | Anmerkungen                |
| ---- | ----- | --- | -------------------------- |
| 1972 | Joy   | US47 (16 Wo.)US | Erstveröffentlichung: 1972 |

Weitere Veröffentlichungen:
- 1972: Apollo 100
- 1973: Master Pieces

### Singles
| Jahr | Titel Album                             | Höchstplatzierung, Gesamtwochen, AuszeichnungChartsChartplatzierungen (Jahr, Titel, Album, Platzierungen, Wochen, Auszeichnungen, Anmerkungen) | Anmerkungen                         |
| Jahr | Titel Album                             | US | Anmerkungen                         |
| ---- | --------------------------------------- | --- | ----------------------------------- |
| 1971 | Joy                                     | US6 (14 Wo.)US | Erstveröffentlichung: Dezember 1971 |
| 1972 | Mendelssohn's 4th (Second Movement) Joy | US94 (3 Wo.)US | Erstveröffentlichung: April 1972    |